# Hongyan Pi
Hongyan Pi –en chino, 皮红艳, Pi Hongyan– (Chongqing, China, 25 de enero de 1979) es una deportista francesa que compitió en bádminton, en la modalidad individual.
Ganó una medalla de bronce en el Campeonato Mundial de Bádminton de 2009 y tres medallas en el Campeonato Europeo de Bádminton entre los años 2004 y 20100.
Participó en tres Juegos Olímpicos de Verano, entre los años 2004 y 2012, ocupando el quinto lugar en Pekín 2008, en la prueba individual.

## Palmarés internacional
| Campeonato Mundial | Campeonato Mundial       | Campeonato Mundial | Campeonato Mundial |
| Año                | Lugar                    | Medalla            | Prueba             |
| ------------------ | ------------------------ | ------------------ | ------------------ |
| 2009               | Hyderabad (India)        | Medalla de bronce  | Individual         |
| Campeonato Europeo |                          |                    |                    |
| Año                | Lugar                    | Medalla            | Prueba             |
| 2004               | Ginebra (Suiza)          | Medalla de plata   | Individual         |
| 2008               | Herning (Dinamarca)      | Medalla de bronce  | Individual         |
| 2010               | Mánchester (Reino Unido) | Medalla de bronce  | Individual         |